# 11969 Gay-Lussac
A 11969 Gay-Lussac (ideiglenes jelöléssel 1994 PC37) a Naprendszer kisbolygóövében található aszteroida. Eric Walter Elst fedezte fel 1994. augusztus 10-én.